# Monocheres cagarrensis
Monocheres cagarrensis is een eenoogkreeftjessoort uit de familie van de Asterocheridae. De wetenschappelijke naam van de soort is voor het eerst geldig gepubliceerd in 1997 door Johnsson & Bustamante.